# Guinn Smith
Owen Guinn Smith (* 2. Mai 1920 in McKinney, Texas; † 20. Januar 2004 in San Francisco) war ein US-amerikanischer Leichtathlet.
Der in Texas geborene Smith ging mit seinen Eltern bereits als Kind nach Kalifornien und studierte später Geschichte in Berkeley. Als er mit dem Studium begann, war er noch Hochspringer. Da die Universitäts-Leichtathletikmannschaft jedoch bereits ein gutes Hochsprungteam hatte, wechselte er zum Stabhochsprung. 1941 gewann er die US-amerikanischen Universitätsmeisterschaften. Nach seinem Abschluss kämpfte er als Pilot im Zweiten Weltkrieg. 1947 wurde er US-amerikanischer Meister im Stabhochsprung und startete 1948 bei den Olympischen Spielen in London. Hier wurde er Olympiasieger mit einer im letzten Versuch übersprungenen Höhe von 4,30 m.